# Ascoux
Ascoux is een gemeente in het Franse departement Loiret (regio Centre-Val de Loire) en telde op 1 januari 2022 1.070 inwoners.

## Geografie
De oppervlakte van Ascoux bedroeg op 1 januari 2022 6,75 vierkante kilometer; de bevolkingsdichtheid was toen 158,5 inwoners per km².

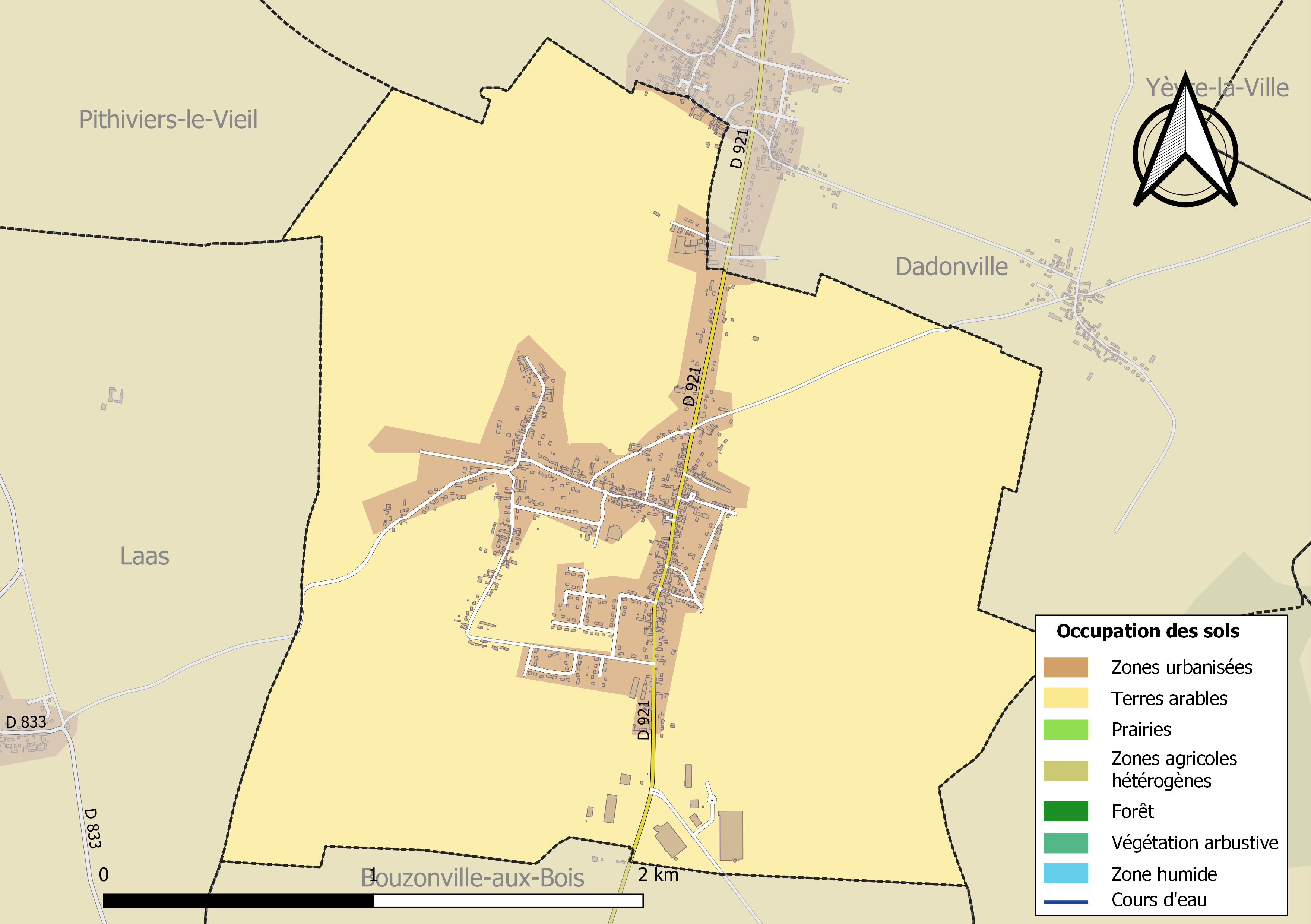
Kaart van de gemeente met de belangrijkste infrastructuur, bodemgebruik en omliggende gemeenten

## Demografie
Onderstaande figuur toont het verloop van het inwoneraantal van Ascoux vanaf 1962.
Bron: Frans bureau voor statistiek. Cijfers inwoneraantal volgens de definitie population sans doubles comptes (zie de gehanteerde definities)